# Ferrari GT 2: Revolution
Ferrari GT 2: Revolution es un videojuego de carreras desarrollado y publicado por Gameloft para móviles en 2010. Es la secuela de Ferrari GT: Evolution.

## Jugabilidad
Ferrari GT 2: Revolution tiene más de 40 modelos icónicos de Ferrari desde 1957 hasta 2010, incluido el 599XX y el 458 Italia. Hay 50 desafíos como carreras Time Attack y Drift en 9 lugares del mundo, desde la ciudad de Nueva York hasta Dubái y los paisajes de Sudáfrica.

## Modos de juego
Este juego hay diferentes modos de juego durante la partida:
- Carrera normal: Este modo consta de quedar los primeros 3 lugares para ganar la carrera.
- Time Attack: En este modo tienes que ir rápido para batir tu récord en cada vuela.
- Carrera de puntos de control: En este modo trata de ir rápido para ir al siguiente punto de control.
- Carrera de duelo: Consta que tienes que quedar en primer lugar que tu oponente.
- Carrera de derrape: Gana puntos de derrape que tus oponentes para ganar
- Carrera bonus: Debes recolectar varios ítems que tus oponentes para ganar.
- Carrera eliminatoria: Después de cada vuelta, el último oponente será eliminado
- Carrera especial: Cada ciudad tiene una carrera única, donde debes cumplir ciertas reglas para poder superar la carrera

## Países
Son 9 zonas donde puede correr en el juego las cuales son:
- En Estados Unidos puedes correr en 2 zonas: Malibú (California) y Nueva York
- Londres (Inglaterra)
- París (Francia)
- Montecarlo (Mónaco)
- Ciudad del Cabo (Sudáfrica)
- Dubái (Emiratos Árabes Unidos)
- Beijing (República Popular China)
- Tokio (Japón)